# Opuntia helleri
Opuntia helleri ist eine Pflanzenart in der Gattung der Opuntien (Opuntia) aus der Familie der Kakteengewächse (Cactaceae). Das Artepitheton helleri ehrt den US-amerikanischen Zoologen Edmund Heller, der die Art entdeckte.

## Beschreibung
Opuntia helleri wächst ausgestreckt oder kletternd und bildet häufig dichte Polster mit einer Wuchshöhe von 0,7 bis 2 Metern. Ein Stamm wird für gewöhnlich nicht ausgebildet. Die gelblich grünen Triebabschnitte sind rund, länglich oder eiförmig, 20 bis 37 Zentimeter lang, 10 bis 22 Zentimeter breit und 1,3 bis 2,6 Zentimeter dick. Die gelben, 2 bis 6 Millimeter langen Glochiden fehlen manchmal. Die unterschiedlich langen 7 bis 28 Dornen sind gelblich weiß, werden im Alter dunkler und sind gleichmäßig über den Trieb verteilt. Sie sind borstig, nicht dimorph, nicht spitz, ausgebreitet und biegsam.
Die gelben Blüten sind 4 bis 8 Zentimeter lang und erreichen Durchmesser zwischen 3 und 5,5 Zentimetern. Die Früchte sind grün, kugelförmig bis länglich und mit Glochiden sowie kleinen Dornen besetzt.

## Verbreitung und Systematik
Opuntia helleri ist auf den im Kolumbusarchipel liegenden Inseln Isla Darwin, Isla Genovesa, Isla Marchena und Isla Wolf verbreitet.
Die Erstbeschreibung erfolgte 1902 durch Karl Moritz Schumann. Ein nomenklatorisches Synonym ist Opuntia galapageia var. helleri (K.Schum.) Backeb. (1958).

## Nachweise